# Заплатин (село)
Заплатин (укр. Заплатин) — село в Стрыйской городской общине Стрыйского района Львовской области Украины.
Население по переписи 2001 года составляло 425 человек. Занимает площадь 17,32 км². Почтовый индекс — 82419. Телефонный код — 3245.